# Flabelliderma commensalis
Flabelliderma commensalis är en ringmaskart som först beskrevs av Moore 1909.  Flabelliderma commensalis ingår i släktet Flabelliderma och familjen Flabelligeridae. Inga underarter finns listade i Catalogue of Life.